# Liste der Monuments historiques in La Porte du Der
Die Liste der Monuments historiques in La Porte du Der führt die Monuments historiques in der französischen Gemeinde La Porte du Der auf.

## Liste der Immobilien
| Bezeichnung                   | Beschreibung | Standort                                     | Kennzeichnung | Schutzstatus     | Datum     | Bild           |
| ----------------------------- | --- | -------------------------------------------- | ------------- | ---------------- | --------- | -------------- |
| Anwesen Japiot                | großzügige Gartenanlage, 19. Jahrhundert; mit Stützmauern, zwei Brücken, drei Pavillons, Orangerie und Wirtschaftsgarten                                                | Montier-en-Der, 35 rue de l’Isle (Lage)      | PA52000025    | Inscrit          | 2005      |                |
| Kirche St-Pierre-et-St-Paul   | ehemalige Klosterkirche, ab dem späten 10. Jahrhundert | Montier-en-Der, place Notre-Dame (Lage)      | PA00079153    | Classé           | 1862      | weitere Bilder |
| Nationalgestüt Montier-en-Der | 1810 in den Gebäuden des ehemaligen Benediktinerklosters gegründet, 2017 aufgegeben, heute touristisch genutzt; Gebäudebestand zwischen 1860 und 1909 komplett erneuert | Montier-en-Der, 2 place Auguste-Lebon (Lage) | PA52000036    | Inscrit          | 2015      | weitere Bilder |
| Kapelle St-Berchaire          | Fachwerkbau, 16. Jahrhundert; zwischen 1965 und 1970 wegen Baufälligkeit abgebrochen                                                                                    | Montier-en-Der, südöstlich des Ortes (Lage)  | PA00079152    | Inscrit gelöscht | 1947 2003 |                |
| Kirche St-Barthélemy          | ab dem 16. Jahrhundert | Robert-Magny, rue Saint-Barthélemy (Lage)    | PA00079203    | Inscrit          | 1986      | weitere Bilder |

## Liste der Objekte
| Bezeichnung                                     | Beschreibung                                                                                                 | Standort                                                  | Kennzeichnung | Schutzstatus    | Datum  | Bild |
| ----------------------------------------------- | --- | --------------------------------------------------------- | ------------- | --------------- | ------ | ---- |
| Kreuzigungsgruppe                               | Holz, farbig gefasst, Anfang des 16. Jahrhunderts                                                            | Montier-en-Der, in der Kirche St-Pierre-et-St-Paul (Lage) | PM52000906    | Classé          | 1958   |      |
| Weihrauchschiffchen                             | Silber, 19. Jahrhundert                                                                                      | Montier-en-Der, in der Kirche St-Pierre-et-St-Paul (Lage) | PM52000911    | Classé          | 1965   |      |
| Skulptur Madonna                                | Stein, 18. Jahrhundert; 1940 zerstört                                                                        | Montier-en-Der, in der Kirche St-Pierre-et-St-Paul (Lage) | PM52001422    | Classé gelöscht | ? 1946 |      |
| Weihrauchfass                                   | Silber, 19. Jahrhundert                                                                                      | Montier-en-Der, in der Kirche St-Pierre-et-St-Paul (Lage) | PM52000910    | Classé          | 1965   |      |
| Relief Kreuzigung                               | Stein, 16. Jahrhundert; 1940 zerstört                                                                        | Montier-en-Der, in der Kirche St-Pierre-et-St-Paul (Lage) | PM52001424    | Classé gelöscht | ? 1946 |      |
| Skulptur Heiliger Bercharius                    | Stein, farbig gefasst, zweite Hälfte des 16. Jahrhunderts                                                    | Montier-en-Der, in der Kirche St-Pierre-et-St-Paul (Lage) | PM52000907    | Classé          | 1958   |      |
| Architekturfragmente                            | Schlusssteine, Teile von Kapitellen und Skulpturen; Stein, 12. bis 17. Jahrhundert; vermutlich 1940 zerstört | Montier-en-Der, in der Kirche St-Pierre-et-St-Paul (Lage) | PM52001421    | Classé gelöscht | ? 1946 |      |
| Skulptur Madonna mit Kind                       | Stein, farbig gefasst, 14. oder 15. Jahrhundert; 1940 zerstört                                               | Montier-en-Der, in der Kirche St-Pierre-et-St-Paul (Lage) | PM52001423    | Classé gelöscht | ? 1946 |      |
| Skulptur eines heiligen Bischofs                | Stein, 16. Jahrhundert                                                                                       | Montier-en-Der, in der Kirche St-Pierre-et-St-Paul (Lage) | PM52000905    | Classé          | 1908   |      |
| Zwei Wandgemälde: Evangelisten und Kirchenväter | aus dem 17. Jahrhundert; 1940 zerstört                                                                       | Montier-en-Der, in der Kirche St-Pierre-et-St-Paul (Lage) | PM52001419    | Classé gelöscht | ? 1946 |      |
| Kanzel und Bank des Gemeindevorstands           | Holz, 17. Jahrhundert                                                                                        | Montier-en-Der, in der Kirche St-Pierre-et-St-Paul (Lage) | PM52001420    | Classé gelöscht | ? 1946 |      |
| Zwei Skulpturen: Petrus und Paulus              | Holz, farbig gefasst und vergoldet, 1733                                                                     | Montier-en-Der, in der Kirche St-Pierre-et-St-Paul (Lage) | PM52000908    | Classé          | 1958   |      |
| Gemälde Entschlafung Mariens                    | verso: Verkündigungsmadonna; Ölfarbe auf Holz, 16. Jahrhundert; 1968 gestohlen                               | Montier-en-Der, in der Kirche St-Pierre-et-St-Paul (Lage) | PM52000909    | Classé          | 1958   |      |
| Gemälde Heilige Familie                         | Ölfarbe auf Leinwand, 17. Jahrhundert                                                                        | Montier-en-Der, in der Kirche St-Pierre-et-St-Paul (Lage) | PM52000912    | Classé          | 1979   |      |
| Skulpturengruppe Unterweisung Mariens           | Holz, farbig gefasst, 16. Jahrhundert                                                                        | Montier-en-Der, in der Kirche St-Pierre-et-St-Paul (Lage) | PM52001801    | Inscrit         | 1980   |      |
| Kirchenfenster                                  | aus dem 16. Jahrhundert                                                                                      | Robert-Magny, in der Kirche St-Barthélemy (Lage)          | PM52001052    | Classé          | 1908   |      |